# アレクサンドル・ボロデュク
アレクサンドル・ゲンリホヴィチ・ボロデュク（ロシア語: Александр Генрихович Бородюк, ラテン文字転写: Aleksandr Genrikhovich Borodyuk, 1962年11月30日 -）は、現ロシア・ヴォロネジ州、ヴォロネジ出身の元サッカー選手、サッカー指導者。現役時代のポジションはMF/FW。

## 経歴

### 選手
1962年、現ロシア・ヴォロネジ州の州都ヴォロネジに生まれ、地元のFCファーケル・ヴォロネジのアカデミーで育つ。1979年にトップチームに昇格し、翌年に軍に徴兵され徴兵期間終了した後にFCディナモ・ボログダに移籍をした。1982年にはFCディナモ・モスクワに移籍をして、カップ戦優勝に貢献。自身は86年と88年に得点王を獲得した。しかし、アナトリー・ブイショヴェツが新たな監督として就任すると構想外となった。1989年6月、安価なストライカーを探していた2. ブンデスリーガ所属のシャルケ04の目に留まり移籍を果たした。1990-1991シーズンにはクラブ内でトップの得点を叩き出してブンデスリーガ昇格に貢献。その後、SCフライブルク、ハノーバー96に在籍して、34歳の1997年に母国ロシアのFCロコモティフ・モスクワに移籍。2000年にクリリヤ・ソヴェトフ・サマーラにて現役生活にピリオドを打った。

### 指導者
現役終了した後はクリリヤにてアシスタント・コーチを経験した。2002年にロシア代表のアシスタントに就任。2005年12月6日から2006年6月までの期間には暫定監督としてロシア代表を率いた。2017年、カザフスタン代表の監督に就任した。2020年8月11日、SVホルンの監督に就任したが、わずか2試合の指揮を執っただけですぐに解任された。

## 所属クラブ
- 1979年 :  FCファーケル・ヴォロネジ
- 1980年 - 1981年 :  FCディナモ・ボログダ
- 1982年 - 1989年 :  FCディナモ・モスクワ
- 1989年 - 1993年 :  シャルケ04
- 1994年 - 1995年 :  SCフライブルク
- 1996年 :  ハノーバー96
- 1997年 - 1999年 :  FCロコモティフ・モスクワ
- 1999年 :  トルペド・ジル
- 2000年 :  クリリヤ・ソヴェトフ・サマーラ

## 指導歴
- 2001年 - 2002年 :  クリリヤ・ソヴェトフ・サマーラ（アシスタントコーチ）
- 2002年 - 2005年 :  ロシア代表（アシスタントコーチ）
- 2005年 - 2006年 :  ロシア代表（暫定監督）
- 2005年 - 2007年 : ロシア U-21代表
- 2007年 - 2012年 :  ロシア代表（アシスタントコーチ）
- 2013年 - 2014年 :  FCトルペド・モスクワ
- 2015年 - 2016年 :  FCカイラト
- 2017年 - 2018年 :  カザフスタン代表
- 2020年 :  SVホルン

## タイトル

### クラブ
FCディナモ・モスクワ
- USSRカップ：1 (1984)

FCロコモティフ・モスクワ
- ロシア・カップ：1 (1997)

### 個人
- ソビエト連邦サッカーリーグ得点王：2 (1986：21ゴール, 1988：16ゴール)